# 费利克斯·茨瓦尔
菲利克斯·茨瓦尔（德語：Felix Zwayer，1981年5月19日—）是一位德国足球裁判，现注册于柏林足球协会辖下的夏洛滕堡体育俱乐部。他是FIFA认证的国际裁判，同时也是UEFA的一级裁判组成员。

## 裁判生涯
茨瓦尔是在2004年成为德国足协裁判。他自2007年起首度执法德乙，同时也以助理裁判身份初登德甲赛场。在2009-10赛季开赛前，茨瓦尔正式入选德甲主裁判名单。他的主哨德甲的首秀是2009年8月15日，执法由汉诺威96主场对阵美因茨05的比赛。
2012年，茨瓦尔与马尔科·弗里茨一同入选FIFA国际裁判名录。他们分别替换了同时离开国际足联团队的德国籍裁判巴巴克·拉法蒂和彼得·西佩尔。同年5月25日，弗里茨首次亮相国际舞台，在由捷克对阵法国的2012年U-19欧锦赛预选赛上担任主裁判。他执法的首场国际A级赛事则是2012年6月1日，由奥地利在因斯布鲁克对阵乌克兰的友谊赛。
2012年5月，茨瓦尔离开他此前所效力的柏林赫塔，转而成为家乡俱乐部夏洛滕堡的注册会员。
2016年2月21日，茨瓦尔在执法勒沃库森对阵多特蒙德的比赛期间一度离场长达9分钟，为德甲有史以来的第一次。这是由于勒沃库森主教练罗格·施密特在被茨瓦尔罚上看台后仍拒绝离开，前者遂率领裁判组返回更衣室表示抗议。施密特事后被德国足协处以禁赛5场的处罚，其中2场缓期执行。

### 假球丑闻
茨瓦尔曾任罗伯特·霍伊泽的助理裁判，并且是在2005年德国赌球丑闻中作为证人的4位柏林籍裁判之一。茨瓦尔本人也被禁赛6个月，因为他没有上报已知悉的操纵比赛情况，并且在伍珀塔尔对阵云达不来梅二队的地区联赛开始前收受了霍伊泽的300欧元，从而以助理裁判身份避免在比赛中作出对伍珀塔尔不利的判罚。

## 个人生活
茨瓦尔的主职是一位地产商人，现居住于柏林。